# Morskie Oko

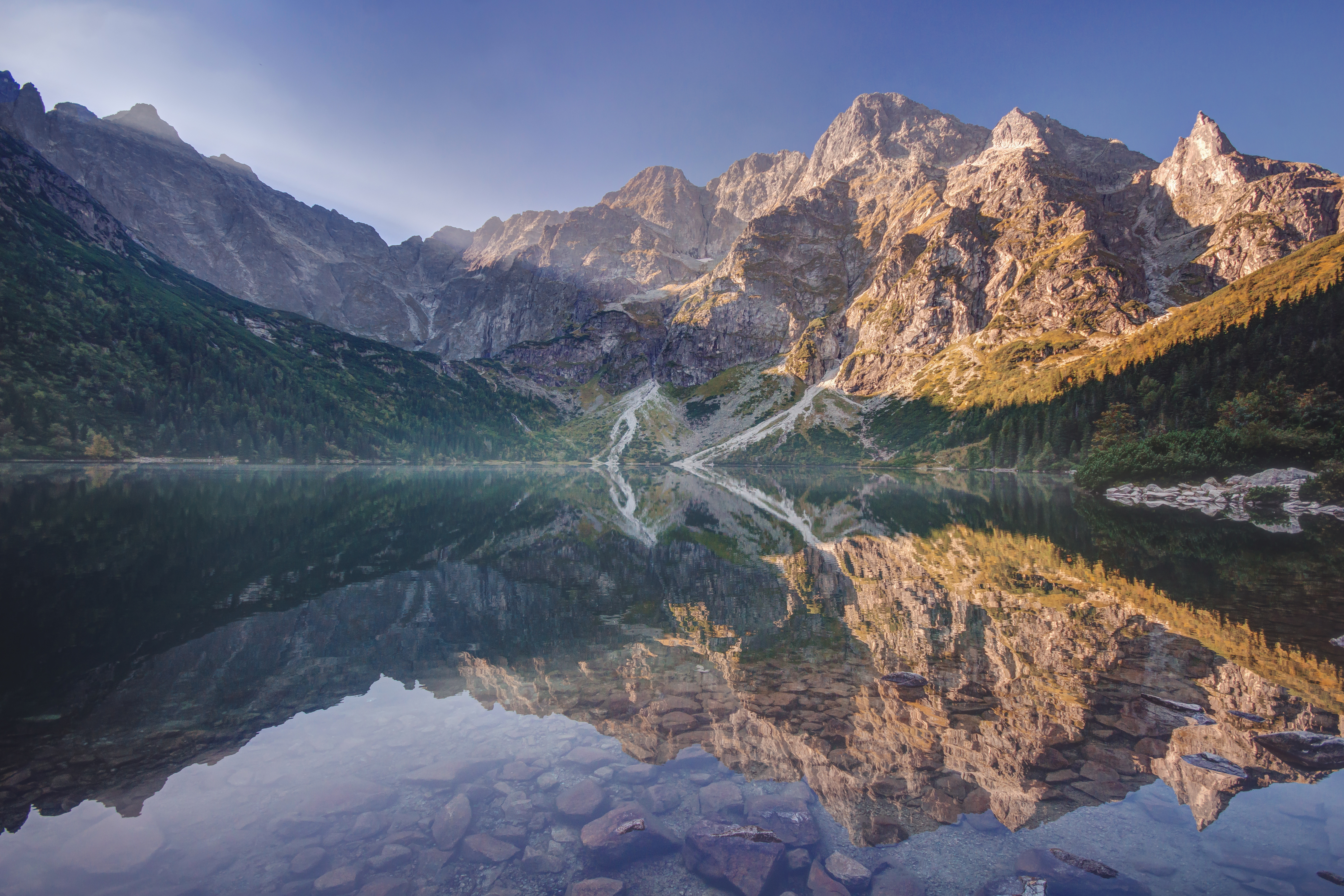
Morskie Oko den 11 september, 2016

Morskie Oko är den största sjön i Tatrabergen, Polen. Det är även ett populärt turistmål.